# Найчук, Оксана Владимировна
Окса́на Влади́мировна Найчу́к (род. 29 января 1962 года, Одесса) — советский и российский журналист, телеведущая, продюсер, диктор.

## Биография
Родилась в Одессе 29 января 1962 года в семье военного журналиста.
В 1979 году окончила среднюю школу в Ташкенте.
В 1981 году поступила на факультет журналистики (отделение телевидения) МГУ, получила диплом в 1986 году.
В 2000 году поступила в Высшую школу психологии (институт), получила диплом в 2004 году.

## Карьера
С 1986 года работала в Главной редакции программ для молодёжи Центрального телевидения Гостелерадио СССР (т. н. «молодёжке»), которая производила популярные в то время передачи.
Работала корреспондентом, автором, редактором программ «Взгляд», «Мир и молодёжь», «12 этаж», «Пресс-клуб», «Тема» с Владиславом Листьевым. В книге «Битлы перестройки» рассказано, что Оксана также проходила пробы на ведущих «Взгляда».
В 1994 году по инициативе Эдуарда Сагалаева перешла на ТВ-6 Москва, где была продюсером и соавтором программы «В мире людей».
С 1996 по 1997 год — автор и ведущая программы РТР «Открытые новости» (с Эдуардом Сагалаевым и Светланой Сорокиной).
С 14 марта по 22 декабря 1998 года — автор и ведущая ток-шоу «Ищу тебя» на РТР. После своего ухода из программы Найчук судилась с руководством телекомпании ВИD и 18 января 2001 года отсудила в свою пользу 2 084 460 рублей, но не была удовлетворена результатом. Когда 9 мая 2000 года экс-ведущая решила подать апелляцию в вышестоящую инстанцию, название программы было изменено на «Жди меня».
C 13 апреля по 8 ноября 2002 года вела национальное детское политическое ток-шоу на канале REN TV — «Маленькая политика», про которое сама автор в одном из интервью говорила:

Дети слышат политику лучше, чем взрослые, но при этом они воспринимают сигнал определённого уровня, они мыслят стратегически, а не тактически. Какие-то вещи им просто могут быть неинтересны, а вот, например, сталь и «ножки Буша» — почему бы и нет. Тему первой передачи я выбрала сама, это «Патриотизм и любовь к Отечеству»

С января 2005 по май 2006 года — шеф-редактор ток-шоу «Принцип домино» на НТВ (вместо Натальи Триадской), вплоть до закрытия передачи. Именно с её приходом связывают уход из тандема ведущих Елены Старостиной и приход Даны Борисовой, которая с того момента стала напарницей Елены Ханги.
С сентября 2006 по июнь 2007 года — автор и шеф-редактор психологического ток-шоу «Две правды» на НТВ с ведущей Татьяной Догилевой.
С 2012 года — автор и шеф-редактор мистического вертикального сериала «Гадалка» на ТВ-3.